# BURN -不滅的FACE-
《BURN -不滅的FACE-》，是日本樂團B'z的第45張單曲

## 簡介
- 自第21張單曲FIREBALL以來，相隔11年再度成為化妝品廣告的主題曲
- 最終銷量約19.4萬張，是B'z自1990年第7張單曲愛人啊Good Night...以來，單曲銷量跌破20萬張。

## 製作人員
- 松本孝弘：吉他・全曲作曲・編曲
- 稲葉浩志：主唱・全曲作詞
- Shane Gaalaas：鼓
- Barry Sparks：貝斯（#1）
- 徳永暁人：貝斯（#2,3）・編曲（#2,3）
- 寺地秀行：編曲（#1）

## 收錄曲
- 1.BURN -不滅的FACE-（BURN -フメツノフェイス-）
- 2.yokohama
- 3.希望之歌（希望の歌）

## 主題曲
KOSE「エスプリーク プレシャス」廣告曲。（#1）

## 收錄專輯
B'z The Best "ULTRA Treasure"（#1）